# Gattoufa
Gattoufa oder Gatouffa ist ein Berberdorf (ksar) mit etwa 500 Einwohnern im Gouvernement Tataouine im Süden Tunesiens.

## Lage
Gattoufa liegt in einer Talsenke des beinahe wüstenartigen Dahar-Berglandes in einer Höhe von ca. 300 m ü. d. M. rund 10 km (Fahrtstrecke) östlich von Tataouine.

## Wirtschaft
Die Bewohner früherer Jahrhunderte lebten als Bauern und Viehzüchter in einer halbnomadischen Lebensweise (Transhumanz), die noch bis in die erste Hälfte des 20. Jahrhunderts hinein fortdauerte. Die kleinen Felder erhielten im Winter etwas Regen und wurden bereits im April abgeerntet; im Sommer zogen die Menschen mit dem Vieh in höhergelegene Regionen des Dahar-Berglandes. Seit den 1940er Jahren ist diese Lebensweise – auch wegen des immer regenärmer werdenden Klimas – nach und nach aufgegeben worden. Viele Männer fanden Arbeit in den Städten des Nordens oder auf Djerba; manche haben ihre Familien nachgeholt. Der Ort ist Ende des 20. Jahrhunderts zu einem Touristenziel geworden.

## Geschichte
Wie in nahezu allen von Berbern bewohnten Siedlungen des Maghreb existieren keinerlei Aufzeichnungen zur wahrscheinlich jahrhundertealten Geschichte des Ortes.

## Sehenswürdigkeiten
- Der Ortskern von Gattoufa besteht aus einem großen Ksar mit zahlreichen meist zweigeschossigen Speichergewölben (ghorfas), in denen in früheren Zeiten Lebensmittelvorräte (Getreide, Öl, Bohnen, Linsen Datteln etc.), aber auch andere Wertgegenstände (Acker- und Haushaltsgerätschaften, Waffen etc.) der Dorfbewohner gelagert wurden. Die Bauten sind gewölbt, weil – anders als bei den Agadiren Marokkos – Hölzer für die Konstruktion von Flachdächern nicht in ausreichendem Maße zur Verfügung standen. Der recht große Hof des Ksar dürfte auch als Rast- und Lagerplatz für durchziehende Handelskarawanen gedient haben.
- Die unmittelbar neben dem Ksar stehende verputzte und weißgetünchte Moschee mit ihrem vergleichsweise hohen Minarett dürfte um die Mitte des 20. Jahrhunderts erbaut worden sein.